# Badiangan
Badiangan es un municipio filipino de cuarta clase, perteneciente a la provincia de Iloílo, en las Bisayas Occidentales. En 2020, tenía censados 27 056 habitantes.